# Gobierno provisional de la República Francesa
El Gobierno provisional de la República Francesa (en francés, Gouvernement provisoire de la République française o GPRF) es el nombre que recibe el sistema político instaurado en Francia (el territorio metropolitano y su imperio colonial) por el Comité Francés de Liberación Nacional el 3 de junio de 1944 hasta la proclamación de la Cuarta República francesa el 27 de octubre de 1946.
El GPRF consideró «ilegítimo, nulo y sin efecto» al régimen corporativo del Estado francés (conocido como Francia de Vichy), impuesto por la Alemania nazi en 1940, y lo depuso formalmente el 20 de agosto de 1944, con el exilio de su líder Philippe Pétain tras la batalla de Normandía. Durante estos dos años, se sucedieron cuatro gobierno provisionales liderados por Charles de Gaulle, Félix Gouin, Georges Bidault y Léon Blum. Finalmente, el gobierno provisional llegó a su fin con el establecimiento de la Cuarta República francesa.

## Líderes
- Charles de Gaulle, 1944-1946
- Félix Gouin (SFIO), 1946
- Georges Bidault (MRP), 1946
- Léon Blum (SFIO), 1946-1947